# Simona Vrzalová
Simona Vrzalová (* 7. April 1988) ist eine tschechische Leichtathletin, die im Mittel- und Langstreckenlauf antritt.

## Sportliche Laufbahn
Bereits im Jugendalter war Simona Vrzalová als Leichtathletin aktiv, konzentrierte sich aber erst seit 2016 intensiv darauf. 2017 gelang ihr im 1500-Meter-Lauf die Qualifikation für die Halleneuropameisterschaften in Belgrad, bei denen sie mit 4:14,31 min im Vorlauf ausschied. Im Sommer nahm sie auch an den Weltmeisterschaften in London teil, konnte dort ihren Vorlauf aber nicht beenden. Im Jahr darauf schied sie bei den Hallenweltmeisterschaften in Birmingham mit 4:14,11 min in der Vorrunde aus und bei den Europameisterschaften in Berlin belegte sie in 4:06,46 min im Finale den fünften Platz. 2019 wurde sie dann bei den Halleneuropameisterschaften in Glasgow in 4:12,16 min Sechste. 2021 qualifizierte sie sich über die Weltrangliste für die Olympischen Spiele in Tokio und kam dort mit 4:19,46 min nicht über die Vorrunde hinaus.
2016 und 2017 sowie 2020 wurde Vrzalová tschechische Meisterin im 5000-Meter-Lauf im Freien sowie 2016 und 2020 auch über 1500 Meter und 2018 siegte sie im 800-Meter-Lauf. In der Halle siegte sie 2017 über 3000 Meter sowie 2018 und 2019 über 1500 Meter.

## Bestleistungen
- 800 Meter: 2:02,99 min, 29. Juni 2018 in Šamorín
  - 800 Meter (Halle): 2:02,94 min, 17. Februar 2019 in Ostrava
- 1000 Meter: 2:38,20 min, 18. August 2018 in Birmingham
  - 1000 Meter (Halle): 2:39,25 min, 10. Februar 2019 in Liévin (tschechischer Rekord)
- 1500 Meter: 4:04,80 min, 13. Juni 2018 in Ostrava
  - 1500 Meter (Halle): 4:05,73 min, 12. Februar 2019 in Ostrava (tschechischer Rekord)
- Meile: 4:21,54 min, 22. Juli 2018 in London (tschechischer Rekord)
- 3000 Meter: 8:58,30 min, 29. August 2017 in Rovereto
  - 3000 Meter (Halle): 8:57,07 min, 25. Januar 2018 in Ostrava
- 5000 Meter: 15:40,92 min, 3. Juni 2016 in Carquefou